# Arhopalus rusticus
Arhopalus rusticus es una especie de escarabajo longicornio del género Arhopalus, tribu Asemini, subfamilia Spondylidinae. Fue descrita científicamente por Linné en 1758.

## Descripción
Mide 10-30 milímetros de longitud.

## Distribución
Presenta una distribución cosmopolita.